# Оцун Микола Петрович
Микола Петрович Оцун (1 жовтня 1948, с. Соболівка, Броварський район — 19 грудня 2019, м. Київ) — український різьбяр по дереву, історик, етнограф, народознавець, журналіст, просвітянин, заслужений працівник культури України.
Член центрального правління, головної ради, контрольно-ревізійної інспекції ВУТ «Просвіта» ім. Тараса Шевченка, заступник голови Київської організації СОУ, член Національної спілки майстрів народного мистецтва України, головний координатор Собору українських звичаєвих громад, член Історичного клубу «Холодний Яр».

## Біографічні відомості
Після закінчення в 1977 році історичного факультету Державного педагогічного інституту ім. Горького (нині Національний педагогічний університет ім. М. Драгоманова) був направлений на роботу в Міністерство внутрішніх справ Української РСР, де дослужився до звання капітана. За його проукраїнську позицію, за те, що був делегатом Установчого з'їзду Спілки офіцерів України, був усунутий від роботи в міліції. Уже в роки незалежної України Миколі Оцуну, під час служби в центральному апараті МВС України, присвоєно чергові звання майора, підполковника, полковника міліції.
Учасник ліквідації аварії на ЧАЕС.
Але головною в його житті була громадська діяльність: організація патріотичних заходів «Просвіти», СОУ та козацтва.
У різні роки його обирали членом Головної Ради, Центрального правління Всеукраїнського товариства «Просвіта» імені Тараса Шевченка, а 2017 року — членом ревізійної комісії Товариства.
Він був заступником голови Київської організації Спілки офіцерів України, генеральним бунчужним Міжнародної асоціації «Козацтво», мав звання генерал-полковника Українського козацтва.
Від 21 листопада 1988 року — член українознавчого клубу «Спадщина».
Як історик, багато років поспіль був серед організаторів меморіальних заходів у с. Літки. Організував перевезення до Літок одного з останніх елементів художнього оформлення могили вояків армії УНР — металевої шинелі і кашкета воїна-крутянця.
Був учасником багатьох радіопередач, конференцій та інших заходів щодо збереження рідних українських традицій. З початку 2000-х він прийняв Рідну віру, брав активну участь у відродженні культу Рідних Богів.
Член Національної спілки майстрів народного мистецтва України. Як майстер народного мистецтва, виготовляв кумири рідних Богів. У 2009 він був одним із творців статуї Бога Перуна, встановленого на Старокиївській горі.
Почесний член Українського товариства охорони природи.
Помер від хвороби в Києві, похований в селі Соболівка Броварського району.

## Відзнаки
Був лауреатом Міжнародних фестивалів народної творчості. Заслужений працівник культури України.